# Gerard J. Foschini

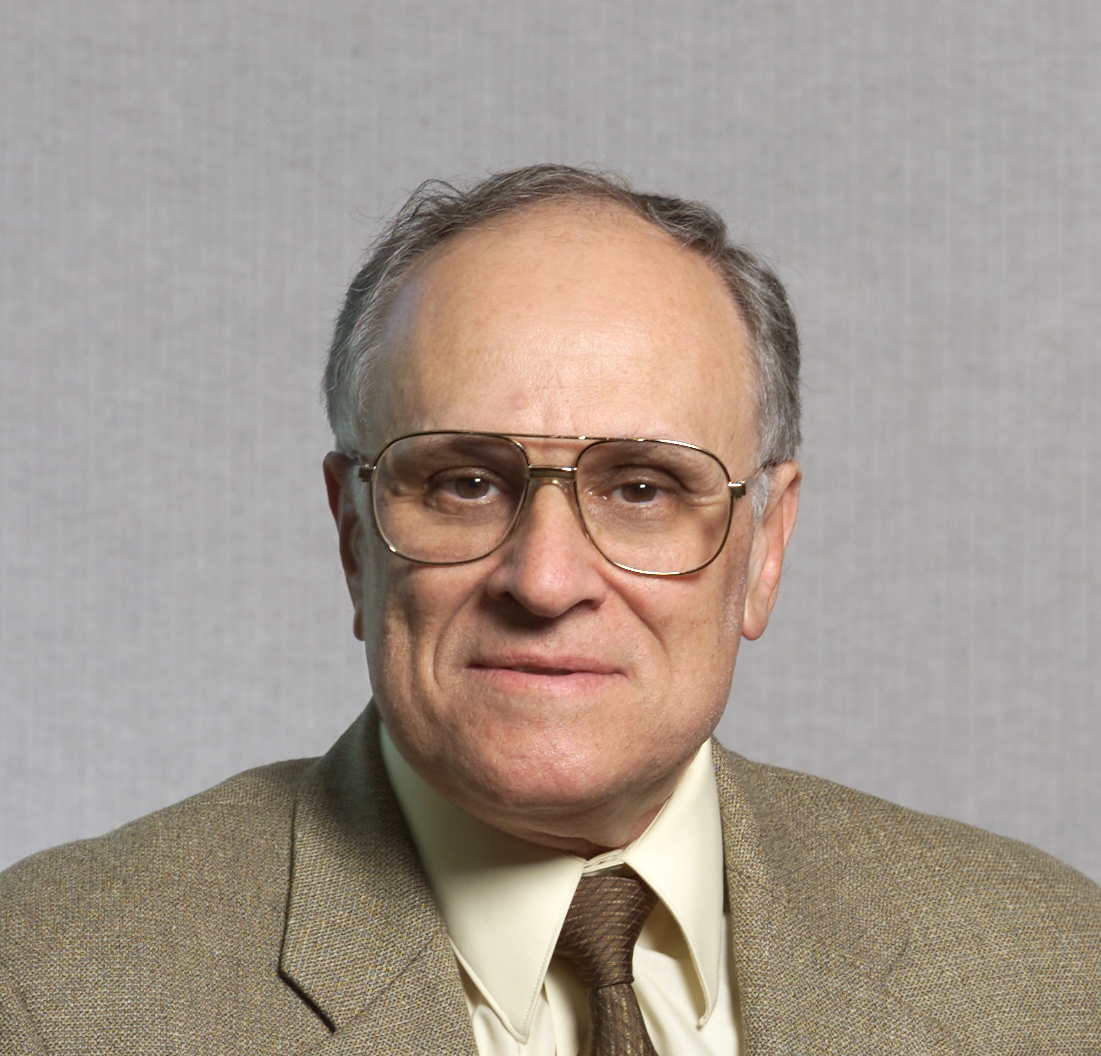
Gerard J. Foschini

Gerard Joseph Foschini (* 28. Februar 1940 in Jersey City, New Jersey; † 17. September 2023 in Sayreville) war ein US-amerikanischer Ingenieur für Nachrichtentechnik.
Foschini studierte Elektrotechnik am Newark College mit dem Bachelor-Abschluss 1961 und an der New York University mit dem Master-Abschluss 1963. 1967 wurde er am Stevens Institute of Technology in Mathematik promoviert. Er war seit 1961 bei den Bell Laboratories. Daneben lehrte er auch an der Princeton University und der Rutgers University.
Er war insbesondere für die Entwicklung von Funk-Kommunikation unter Verwendung mehrerer Antennen bei Sender und Empfänger bekannt, dem BLAST (Bell Laboratories Layered Space-Time) System (1996). Sie ermöglicht eine höhere Datenübertragungsrate in einem bestimmten Frequenzband. Das Verfahren bildete die Grundlage des Gebiets der Multiple Input Multiple Output (MIMO) Systeme.
2008 erhielt er den IEEE Alexander Graham Bell Award und er erhielt den Eric E. Sumner Award der IEEE. Er war Fellow der Bell Laboratories und IEEE Fellow (1986). Er erhielt den Thomas Alva Edison Patent Award von New Jersey und den Bell Laboratories Patent Award.
Foschini war ab 1962 verheiratet und hatte zwei Kinder.
Er starb am 17. September 2023 im Alter von 83 Jahren in Sayreville.